# 東江ひかり
東江 ひかり（あがりえ ひかり、1989年8月17日 - ）は、日本のグラビアアイドル。本名、東江 日香理（読み同じ）。大分県出身。女性アイドルグループ「SAY-LA」の元メンバー。

## 来歴

### ローカルタレント時代
2006年7月、『モーニング娘。Happy8期オーディション』に応募し、三次選考進出者25名（参加総数6,883名）まで残ったが落選する。
2009年、サンミュージックアカデミー大分校のオーディションに応募して合格。同アカデミーの研修生4人によるユニット『かぼすメイツ』の一員となり、OBS大分放送の情報番組『かぼすタイム』のアシスタントとして番組に出演。大食いの特技を活かし、『東江日香理のバイキングマスター』という冠コーナーを持っていた。この年の6月、学研が発行する月刊グラビア雑誌『BOMB』（ボム）の創刊30周年記念企画として、携帯サイト「BOMB.TV」で実施された次世代IDOLオーディション「BOMBビキニ道場」の2期生にエントリーする。このとき水着姿を初めて公開し、米粒ほどの大きさの写真が雑誌にも掲載された。

### グラビアアイドル時代
2010年には地元の大分県で、自動車教習所や人権週間などのCMに出演したが、7月にサンミュージックアカデミー大分校を卒業する。これと同時に『かぼすメイツ』からも卒業。同年8月、小学館が主催する「乙女学院ピーチ」オーディションに応募し、10月、「ミス乙女学院ピーチ」グランプリを受賞する。同オーディションの審査員だった大沢社長にスカウトされて芸能事務所「サワーズ」に所属。「あがりえひかり」として芸能活動を開始。同じ事務所のアイドル4人で『乙女学院水泳部』というユニットを組んだが、活動機会に恵まれなかった。
2011年10月、1stDVD 『日本一のぴちぴち乙女』が発売され、Amazonヒット商品ランキングの女性アイドルDVD部門で、最高3位を記録した。このときのDVD発売記念イベントは、アンコールイベントが翌月に開催されるほどの大盛況だった。
2012年3月、地元の私立大学を卒業し、韓国に語学留学する。この年の4月には2ndDVD 『ひかりちゃんであそぼう』が発売され、DVD発売記念イベントのため一時帰国したが、DVDジャケットの写真とはまるで別人のように容姿が巨大化しており、「樽ドル」へと路線変更されていたため、既存のファンを大いに困惑させた。6月、三和出版が発行するアダルト雑誌『DVD ヨロシク!』2012年8月号（2012年6月21日発売）の巻頭グラビアに掲載される。なお、付録のDVDにはメイキング映像のほか、韓国での生活や今後の目標についてインタビューに答える本人の映像が収録されている。同年8月、3rdDVD 『H ～エッチ～』が発売されたが、本人の病気を理由に、DVD発売記念イベントが突然中止となり、引退説がささやかれた。
2013年5月、4thDVD 『究極妄想少女A』が発売される。「樽ドル」期に撮影された唯一のDVD作品だったが、 9月に5thDVD『ぷるぷるH』が発売された時は、減量に成功し「樽ドル」期を脱する。同年12月、韓国での語学留学を終え帰国。翌2014年1月、芸能活動に専念するため、上京する。同年3月、秋田書店が主催する『ミスヤングチャンピオン2014オーディション』に応募する。
2014年5月、6thDVD 『プライデート』が発売され、約2年ぶりにDVD発売記念イベントが催された。同月にはアリスインプロジェクトが制作・上演する舞台『Copyright.（コピーライト）』に、中国人のリンユー役で出演する。

### ヤンチャン学園〜SAY-LA時代
2014年6月、上記オーディションのファイナルに残り、アイドルユニット『ヤンチャン学園』に2期生として加入。『ヤンチャン学園 音楽部』としての活動を開始する。。その一方で7月には所属事務所の後押しにより、兄とともに兄妹デュオ『NAKAZU TOBAZU（なかずとばず）』を結成する。インディーズデビューを目指して、『バイト』、『ノーモア 推し変』などの楽曲が制作されたが、事務所側から最終段階での合意が得られず、日の目を見なかった。
2014年10月、『ヤンチャン学園 音楽部』の二代目部長に就任する。同月には秋葉原で同年7月から営業を開始したアイドル系ライブ喫茶『まぜるーむカフェ』のキャストに加わり、以後、定期的に出勤する。
2015年1月、秋田書店が発行するグラビア付き青年漫画雑誌『別冊ヤングチャンピオン』2015年2月号（2015年1月6日発売）のセンターグラビアに掲載される。なお、その翌月に発売された『別冊ヤングチャンピオン』2015年3月号（2015年2月3日発売）の付録DVDには、このグラビアが撮影された際のメイキング映像が収録されている。4月、本人も収録に参加した『ヤンチャン学園 音楽部』の2ndシングルCD『ハートの交換』が、UNISON RECORDSより発売されたが、5月、『ヤンチャン学園』での活動開始から1年という区切りを迎えると同時に、同ユニットを卒業する。
2015年8月、5年間所属した芸能事務所「サワーズ」から離れることとなり、芸名を「あがりえひかり」から「東江ひかり」に変更する。これを機に大分県で地元の大学に通いながら芸能活動をしていた2010年2月から開設し、5年半にわたって自身の想いなどを綴ってきた『あがりえぶろぐ』を閉鎖した。
2015年9月21日から『SAY-LA』に加入した。ここでは各メンバーごとにそれぞれ異なるイメージカラーが与えられ、本人は「紫」を担当していた。初期だと「ヤンチャン学園」の同期メンバーだった森のんの（ピンク）のほか、白石りか（黄）、岡村美緒（赤）、清川麗奈（白）、椎名杏実（青）で構成された6名により東京都内を中心に行事等に定期的に出演して活動を行っていた。後にメンバーは数回変遷。2018年1月7日卒業。それまでにシングル2枚、DVD1枚参加などの実績を残した。

## 人物
趣味は「食べること」で、『かぼすメイツ』時代には、大分放送の「かぼすタイム」に『バイキングマスター東江日香理』として出演していた。大食いの特技を発揮し「まさか本当に本人が全部食べているとは思わなかった」と店の人たちを唖然とさせていた。
好きな食べ物は、豚の角煮、チキン南蛮、アイスクリームなど。得意料理は、肉じゃが。韓国に2年ほど留学していたことから、朝鮮料理も得意である。
剣道2段。小学3年の時から中学卒業まで剣道をやっており、キャプテンを務めていた。
2012年3月から2013年12月まで、韓国に語学留学していた。突然の韓国留学でファンを驚かせたが、じつは大学を卒業する1年半ほど前から留学を決意しており、芸能活動でなかなか芽が出ないことからグラビアアイドルを半ば諦めかけていたことや、両親らの強い反対に遭い、留学資金を自分で稼がなければならなかったことなどを、のちのブログで告白している。語学上達のためカフェ店員、日本語の家庭教師、翻訳などのアルバイトを掛け持ちし、2013年7月に韓国で行われた「韓国語能力試験（TOPIK）」で、最難関グレードである6級に合格した。
3歳年上の兄がおり、兄の勧めによりグラビアアイドルを志すようになった。2014年1月に兄と一緒に上京し、兄と2人暮らしをしているが、ときどきガスを止められるなどアイドルらしからぬ極貧生活を送っている。あがりえファンの間では、ファンからの差し入れのことを「物資」と呼び、栄養面などに気遣いながら、さまざまな物資が供給されている。（2014年9月時点）
高校時代からほとんど途切れることなくアルバイトをしており、月に数回は派遣会社からの斡旋で、工場作業やビラ配りなどのバイトに出ている。自分より1円でも時給の高い男性に憧れをいだき、理想の男性は「バイトリーダー」である。（2014年9月時点）
2014年6月からアイドルユニット『ヤンチャン学園 音楽部』の2期生としてメンバーに加わり、定期公演やアイドルイベント等でライブ活動を行っている。
メンバーの中では若木萌に次ぐ年長者だが、年齢のことをあからさまに言うのを避けるため、年上であることを暗に揶揄する言葉として「レベルが高い」という表現が使われており、若木とともに「ハイレベル組」と呼ばれている。（2014年9月時点）
どちらかというとファッションには無頓着であり、所有する衣服の大半が、兄からのお下がりである。イベントや撮影会の現場にも、兄から借りた服を着て出かけることが多く、上記ユニットのメンバーから「私服がダサい」と指摘を受けたり、ツイッターやブログ等に私服姿の写真を晒され、たびたび公開処刑されている。唯一、バッグにはこだわりがあり、BAG'n'NOUN（バッグンナウン）というブランドのものを愛用している。（2014年9月時点）
自身の名前にちなんで、その日の気分を「今日はさがりえ」「今日もあがっていきましょう」などと表現することがあり、「ヤンチャン学園 音楽部」のライブやイベントで、各メンバーが一人ずつ順番に行なう自己紹介では「さがります、あがります、さがります、あがります、あがりあがりあがり、あがりえひかりです」という、ほとんど一発ギャグに近い自己紹介を、振り付きで行なっていた。自己紹介の最後の決めポーズが、志村けんのギャグ「アイーン」の動作に似ていることから、本人がこのポーズをとるタイミングに合わせて「アイーン」をするのがファンの間では一種の約束事のようになっていた。
「クレヨンしんちゃん」の大ファンであり、「しんちゃん貯金」と称する、しんちゃんグッズを大人買いするための資金を、毎月の生活費の中から積み立てている。
2014年10月から、秋葉原にあるアイドル系ライブ喫茶「まぜるーむカフェ」にて勤務を続けていたが客から注文を受けたメニューに付随して課される、萌え系のパフォーマンスを行うことに対して極度の照れや抵抗感を払拭できずにいるため、フライドポテトなどの一部メニューにおいては塩対応である。客から指名を受けたキャストがミキサーでまぜまぜしながらステージ上でパフォーマンスを行なう「まぜまぜドリンク」を注文すると、「ヤンチャン学園 音楽部」の代表曲『コイハナビ』の出だしの部分だけ、本人が振り付きで歌ってくれるパフォーマンスを見ることができる。SAY-LA卒業後も藤沢泉美との交流を続けている。

## 作品

### DVD
- 日本一のぴちぴち乙女（2011年10月28日、グラッソ）
- ひかりちゃんであそぼう（2012年4月6日、グラッソ）
- H 〜エッチ〜（2012年8月31日、グラッソ）
- 究極妄想少女A （2013年5月23日、ギルド）
- ぷるぷるH（2013年9月20日、イーネット・フロンティア）
- プライデート（2014年4月25日、グラッソ）

## 出演

### 舞台
- アリスインプロジェクト「Copyright.[15]」（2014年5月28日 - 6月1日、池袋・シアターKASSAI） - 月組 鈴玉（リンユー） 役